# Вибо-Валентия
Вибо-Вале́нтия (итал. Vibo Valentia) — коммуна в Италии, располагается в регионе Калабрия, в 4 км к югу от Тирренского моря. Центр провинции Вибо-Валентия. До 1928 года называлась Монтелеоне (Monteleone), а в античности — Гиппоний (греч. Ἱππόνιον).
Население составляет 40 655 человек (2008 г.), плотность населения составляет 726 чел./км². Занимает площадь 46 км². Почтовый индекс — 89900, 89811, 89851. Телефонный код — 0963. Покровителем коммуны почитается святой Леолука из Корлеоне, празднование 1 марта.
В городе проводится ежегодный Международный конкурс пианистов «Fausto Torrefranca — Citta di Vibo Valentia», посвящённый памяти местного уроженца Фаусто Торрефранки.
В Вибо-Валентии базируется калабрийская телесеть LaC TV.

## Демография
Динамика населения:

## Администрация коммуны
- Официальный сайт: https://web.archive.org/web/20090216190317/http://www.comune.vibovalentia.it/